# Nikolskayana mirabilis
Nikolskayana mirabilis är en stekelart som beskrevs av Boucek 1965. Nikolskayana mirabilis ingår i släktet Nikolskayana och familjen puppglanssteklar.
Artens utbredningsområde är Turkmenistan. Inga underarter finns listade i Catalogue of Life.